# شتینوویتسه
شتینوویتسه (به چکی: Štěnovice) یک منطقهٔ مسکونی در جمهوری چک است که در ناحیه پلزن-جنوبی واقع شده‌است. شتینوویتسه ۷٫۶۶ کیلومتر مربع مساحت و ۱٬۹۸۶ نفر جمعیت دارد و ۳۳۰ متر بالاتر از سطح دریا واقع شده‌است.